# Bernardo Maria Cenicola
Bernardo Maria Cenicola o Cenicela, nato Giuseppe (Guardia Sanframondi, 27 settembre 1748 – Reggio Calabria, 17 settembre 1814) è stato un arcivescovo cattolico italiano.

## Biografia
Entrato nell'Ordine dei frati minori scalzi, venne ordinato presbitero il 19 dicembre 1772.
Proposto da Ferdinando I di Borbone per la sede arcivescovile di Reggio Calabria il 24 ottobre 1797, venne nominato da papa Pio VI il successivo 18 dicembre ricevendo l'ordinazione episcopale il successivo giorno 21 dal cardinale Giulio Maria della Somaglia, prefetto della Congregazione per la residenza dei vescovi, co-consacranti gli arcivescovi Ottavio Boni e Francesco Saverio Passari, vicegerente della diocesi di Roma.
Morì il 17 settembre 1814.

## Genealogia episcopale
La genealogia episcopale è:
- Cardinale Scipione Rebiba
- Cardinale Giulio Antonio Santori
- Cardinale Girolamo Bernerio, O.P.
- Arcivescovo Galeazzo Sanvitale
- Cardinale Ludovico Ludovisi
- Cardinale Luigi Caetani
- Cardinale Ulderico Carpegna
- Cardinale Paluzzo Paluzzi Altieri degli Albertoni
- Papa Benedetto XIII
- Papa Benedetto XIV
- Papa Clemente XIII
- Cardinale Marcantonio Colonna
- Cardinale Giacinto Sigismondo Gerdil, B.
- Cardinale Giulio Maria della Somaglia
- Arcivescovo Bernardo Maria Cenicola, O.F.M.Disc.